# Sophie et l'Inspecteur Céleste
Sophie et l'Inspecteur Céleste est le 14e album de la série Sophie de Jidéhem et Vicq, paru en 1979. Il reprend la quarante-cinquième histoire des aventures de Sophie, publiée pour la première fois dans le journal Spirou en 1977 (no 2057 à no 2058) et 1978 (no 2090 à no 2093 puis no 2105 à no 2106).